# Шапиро, Яков Маркович
Яков Маркович Шапиро (2 февраля 1902, Одесса, Российская империя — 29 ноября 1994, Москва, Россия) — советский военный деятель и учёный, действительный член Академии артиллерийских наук (11.04.1947), заслуженный деятель науки и техники РСФСР (23.03.1961), доктор технических наук (1940), профессор (1940), инженер-полковник (1942).

## Биография
Родился 2 февраля 1902 года в Одессе. С 1917 года работал конторщиком на фабрике Гройсзун в Одессе.
В Красной армии с мая 1919 года — курсант Одесских артиллерийских курсов. С июля 1920 года — курсант Киевских артиллерийских курсов. С октябре 1920 года по февраль 1921 года — красноармеец артиллерийского дивизиона Киевской бригады курсантов Южного фронта. Участвовал в боевых действиях против Врангеля и Махно. В мае 1921 года окончил Киевские артиллерийские курсы, удостоен звания красный командир и назначен помощником начальника бронеплощадки бронепоезда № 66, а затем начальником бронеплощадки бронепоезда № 153 в Христиановке (Черкасская область), Жмеринке (Винницкая область) и Евпатории (Крым). С октября 1924 года по август 1926 года — командир бронеплощадки бронепоезда № 3 дивизиона бронепоездов № 1 в Киеве. В период с ноября 1924 по сентябрь 1925 г. с отличием окончил Курсы усовершенствования командного состава артиллерии особого назначения в Москве.
С августа 1926 года — слушатель, а с сентября 1930 года — адъюнкт Военно-технической академии РККА им. Ф. Э. Дзержинского. С марта 1933 года — начальник учебного сектора штаба Артиллерийской академии им. Ф. Э. Дзержинского. С марта 1935 года — начальник учебного отдела академии, а с февраля 1937 года — начальник кафедры внешней баллистики. В 1937 году был исключён из ВКП(б) за связь с врагом народа Молодцовым, бюрократизм в работе и хранение до 1936 г. фотокарточки Л. Д. Троцкого. Восстановлен в партии в мае 1939 года решением Комитета партийного контроля при ЦК ВКП(б). С июля 1941 года — временно исполняющий должность заместителя начальника Артиллерийской академии РККА им. Ф. Э. Дзержинского по научной и учебной работе. С 1942 года по собственной инициативе возродил в академии остановленные в тридцатых годах работы по реактивной технике: организовал и возглавил по совместительству кафедру вооружения гвардейских минометных частей. С января 1944 года начальник кафедр академии: внешней баллистики, а с апреля 1946 года — реактивного вооружения, с сентября 1951 года — жидкостных реактивных снарядов. Одновременно с июля 1947 года по май 1952 года — академик-секретарь 4-го отделения Академии артиллерийских наук. С ноября 1953 года — начальник кафедры № 11 Военной артиллерийской инженерной академии им. Ф. Э. Дзержинского, с сентября 1954 года — начальник кафедры внешней баллистики, с декабря 1958 года — начальник кафедры баллистики и аэродинамики, с января 1960 года — начальник кафедры аэродинамики. С сентября 1961 года инженер-полковник Шапиро в запасе.
Крупный специалист по вопросам внешней баллистики, реактивного вооружения, методике составления таблиц стрельбы. Выполнил более 60 научно-исследовательских и литературных работ, из которых более 30 посвящены вопросам ракетной техники. Учёная степень кандидата технических наук присвоена в 1938 году за защиту диссертации на тему: «Теоретические основания методики составления таблиц стрельбы», состоявшейся 29 января 1934 года в открытом заседании Квалификационной комиссии Артиллерийской академии. Диссертация на соискание учёной доктора технических наук защищена в 1940 года на тему «Расчет шкалы дистанционной трубки и некоторые вопросы методики составления таблиц стрельбы». Исследования Шапиро в области теории поправок и методики составления таблиц стрельбы явились основой для создания многих инструкций по отстрелу орудий и минометов. Созданный им труд по баллистике пороховых реактивных снарядов до сих пор является настольной книгой специалистов. Под его руководством в Военной академии им. Ф. Э. Дзержинского было создано три баллистических лаборатории, оснащенных современным оборудованием, для изучения вопросов внешней баллистики реактивных снарядов, головных частей баллистических ракет, аэродинамики летательных аппаратов. Эта база включала четыре аэродинамические трубы и обеспечивала изучение вопросов баллистики во всём диапазоне скоростей движения ракетной техники. Он является автором многих учебников, учебных пособий, некоторые из которых переизданы в Чехословакии, Польше, Болгарии, Китае. Один из основоположников ракетного образования в стране. В 1945 году руководил коллективом учёных академии по изучению трофейной немецкой ракетной техники в Германии.
Умер 2 декабря 1994 года. Урна с его прахом захоронена в Москве на Донском кладбище (колумбарий № 20, секция № 41).

## Награды
- орден Ленина (21.02.1945)[3][4]
- два ордена Красного Знамени (03.11.1944[5][4], 20.06.1949[6][4])
- орден Отечественной войны I степени (17.11.1945)[7]
- орден Отечественной войны II степени (06.04.1985)[8][9]
- орден Красной Звезды (07.12.1940)[10] — «в связи с 120-й годовщиной Артиллерийской ордена Ленина Академии Красной Армии имени Дзержинского, за плодотворную работу по выращиванию и воспитанию артиллерийских кадров»
  - медали в том числе:
  - «XX лет Рабоче-Крестьянской Красной Армии» (1938)[10]
  - «За победу над Германией в Великой Отечественной войне 1941—1945 гг.» (1945)[10]
  - «Ветеран Вооружённых Сил СССР» (1976)
- знак «50 лет пребывания в КПСС»

Почетные звания
- заслуженный деятель науки и техники РСФСР (1961)

## Труды
- Поправочные формулы внешней баллистики. Л.: Арт. академия, 1932;
- Составление таблиц стрельбы: Конспект лекций. М.: Арт. академия, 1939;
- Теория пороховых реактивных снарядов: Учебник. М.: Арт. академия, 1956;
- Внешняя баллистика. Ч. I—IV. М.: Арт. академия, 1938—1947;
- Внешняя баллистика. Л.: Арт. академия, 1933; 2-е изд. М.: Арт. академия, 1939. 184 с.;
- Харбин, 1955 (на китайском языке) (соавторы Окунев Б. Н., Вентцель Д. А.);
- Расчет шкал пороховой дистанционной трубки. М.: Арт. академия, 1941. 122 с.;
- Вычисление поправок во внешней баллистике по методу разностей. М.: Арт. академия, 1943;
- Об энергетическом уравнении баллистики ракет. М.: Арт. академия, 1943; Внешняя баллистика. М.: Оборнгиз, 1946.408 с.;
- Пределы баллистических возможностей реактивных снарядов дальнего действия. М., 1947; Теория поправок реактивных снарядов. М.: ВАД, 1951;
- Пороховые реактивные снаряды. М.: ВАД, 1951;
- Вращательное движение снаряда: Дополнение к учебнику. М.: ВАД, 1957 (соавтор Кары-Ниязов Ш.);
- Теория ракетного двигателя на твердом топливе. М.: Воениздат, 1966. 256 с. (соавторы Мазин Г. Ю., Прудников Н. Е.);
- Основы проектирования ракет на твердом топливе. М.: Воениздат, 1968. 352 с. (соавторы Мазин Г. Ю., Прудников Н. Е.);
- Анализ методов увеличения дальности и кучности пороховых реактивных снарядов // Сборник докладов ААН. 1949. Вып. IV. С. 3-78 (соавтор Замковец В. Ф.);
- Влияние переменного ветра на полет оперенного и турбореактивного снаряда // Известия ААН. 1952. № 29. С. 20-39 (соавтор Белый В. И.).